# Corvol-l’Orgueilleux
Corvol-l’Orgueilleux (im lokalen Dialekt: Courvou) ist eine französische Gemeinde mit 725 Einwohnern (Stand: 1. Januar 2022) im Département Nièvre in der Region Bourgogne-Franche-Comté. Sie gehört zum Arrondissement Clamecy und zum Kanton Clamecy (bis 2015: Kanton Varzy).
Zur Gemeinde gehören neben dem Kernort noch die Ortschaften Dordres, Les Caillons, Roussy und Sauzay.

## Geographie
Corvol-l’Orgueilleux liegt etwa 52 Kilometer nordnordöstlich von Nevers am Fluss Sauzay. Nachbargemeinden von Corvol-l’Orgueilleux sind Billy-sur-Oisy und Trucy-l’Orgueilleux im Norden, Breugnon im Osten, Saint-Pierre-du-Mont im Südosten, Courcelles im Süden, La Chapelle-Saint-André im Westen und Südwesten sowie Entrains-sur-Nohain im Westen und Nordwesten.

## Bevölkerungsentwicklung
| Jahr                       | 1962 | 1968 | 1975 | 1982 | 1990 | 1999 | 2006 | 2013 |
| Einwohner                  | 987  | 1047 | 949  | 828  | 776  | 735  | 770  | 765  |
| Quellen: Cassini und INSEE |      |      |      |      |      |      |      |      |

## Sehenswürdigkeiten
- Kirche Saint-Vincent, 1670 bis 1672 errichtet
- Merowingernekropole, 1980 entdeckt und ausgegraben

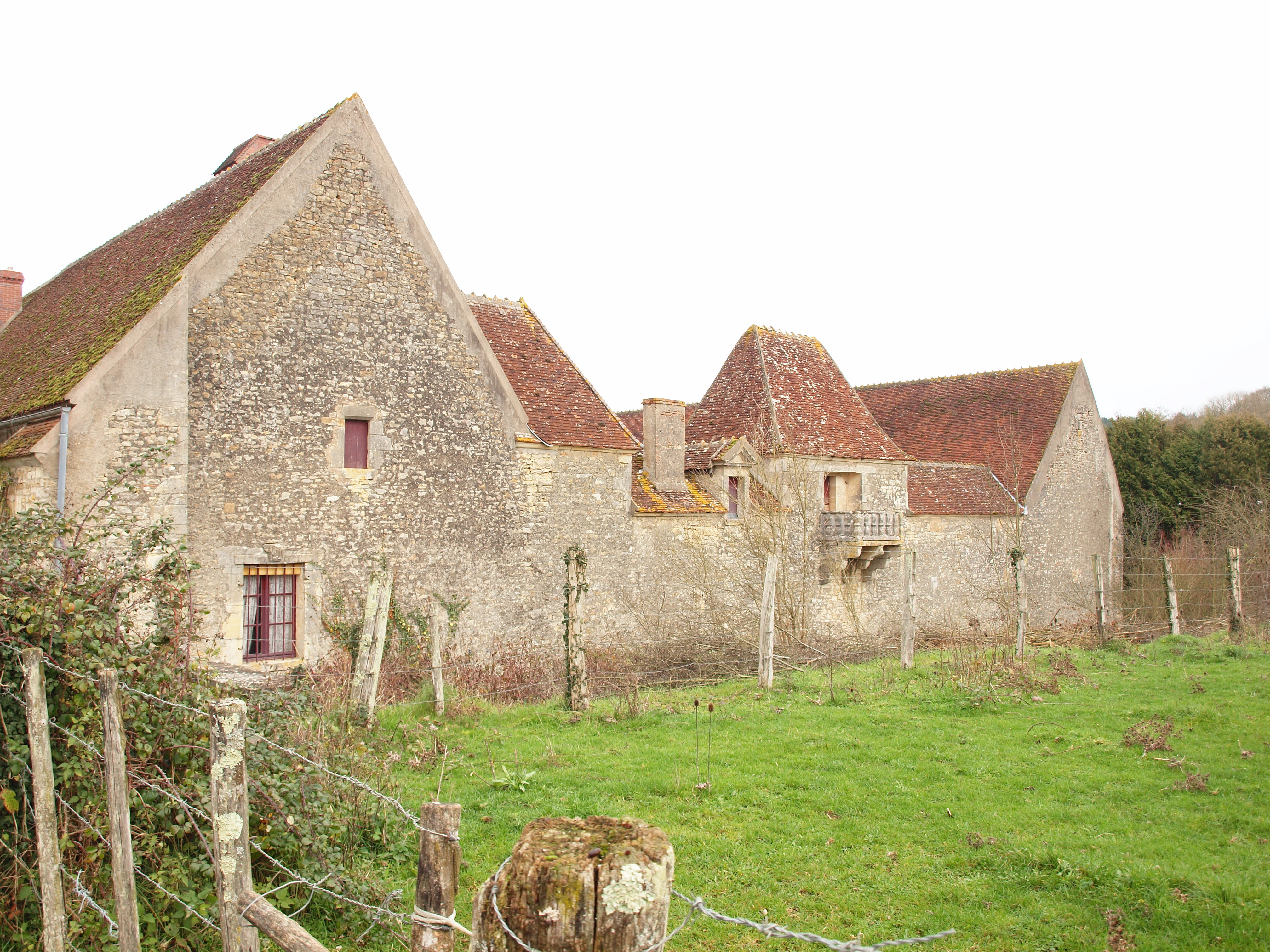
Wehrhof in Sauzay

- Schloss Vilette
- Wehrhof in Sauzay

## Persönlichkeiten
- Jules Jaluzot (1834–1916), Unternehmer und Politiker